# Omloop van het Waasland 1998
De 34e editie van de Belgische wielerwedstrijd Omloop van het Waasland vond plaats op 15 maart 1998. De start en finish vonden plaats in Kemzeke. Deze editie werd gewonnen door Frank Høj, gevolgd door Wim Omloop en Koen Beeckman.

## Uitslag
| Omloop van het Waasland 1998 |                     |                             |      |
| Plaats                       | Naam                | Ploeg                       | Tijd |
| Winnaar                      | Frank Høj           | Palmans - Ideal             |      |
| 2                            | Wim Omloop          | Spar-Vosschemie-RDM         |      |
| 3                            | Koen Beeckman       | Ipso–Euroclean              |      |
| 4                            | Hendrik Van Dijck   | TVM-Farm Frites             |      |
| 5                            | Carlo Bomans        | Palmans - Ideal             |      |
| 6                            | Scott Sunderland    | Palmans - Ideal             |      |
| 7                            | John Talen          | Piels-Timmers               |      |
| 8                            | Wilfried Cretskens  | Vlaanderen 2002-Eddy Merckx |      |
| 9                            | Jarno Vanfrachem    | Vlaanderen 2002-Eddy Merckx |      |
| 10                           | Dirk Ronellenfitsch | Team Nürnberger             |      |

1965 · 1966 · 1967 · 1968 · 1969 · 1970 · 1971 · 1972 · 1973 · 1974 · 1975 · 1976 · 1977 · 1978 · 1979 · 1980 · 1981 · 1982 · 1983 · 1984 · 1985 · 1986 · 1987 · 1988 · 1989 · 1990 · 1991 · 1992 · 1993 · 1994 · 1995 · 1996 · 1997 · 1998 · 1999 · 2000 · 2001 · 2002 · 2003 · 2004 · 2005 · 2006 · 2007 · 2008 · 2009 · 2010 · 2011 · 2012 · 2013 · 2014 · 2015 · 2016 · 2017 · 2018 · 2019 · 2020 · 2021 · 2022 · 2023 · 2024